# Paramurrayonidae
Paramurrayonidae é uma família de esponjas marinhas da ordem Murrayonida.

## Gêneros
- Paramurrayona Vacelet, 1967